# Alexandru Odobescu, Călărași
Alexandru Odobescu là một xã thuộc hạt Călărași, România. Dân số thời điểm năm 2002 là 3104 người.